# أميليا كوك
أميليا كوك (بالإنجليزية: Amelia Cooke)‏ مواليد 24 مايو 1979 في كولورادو سبرينغس، الولايات المتحدة، هي ممثلة أمريكية بدأت مسيرتها الفنية عام 2001.

## وصلات خارجية
- أميليا كوك على موقع IMDb (الإنجليزية)
- أميليا كوك على موقع قاعدة بيانات الفيلم (الإنجليزية)